# 中華Zinger
中華三菱Zinger是由日本三菱汽車與臺灣中華汽車工業合作開發的多功能休旅車，2005年上市，以「集商用車承載力、多功能休旅車的運動性及轎車的舒適性為一體」為其賣點。關於車名由來，取其精神抖擻、充滿活力之意。

## 第一代（2005年12月至2008年9月）
- 2005年11月，首代Zinger於臺灣發表[2]；同年12月24日正式上市，為五人座多功能休旅車，在台由中華汽車工業生產，使用三菱商標，由匯豐汽車與順益汽車銷售。
- 第一代Zinger首批配置4G64型（英语：Mitsubishi Sirius engine#4G64）直列四缸引擎，搭配五速手動變速箱及四速自動變速箱。
- 全車系皆採前置引擎後輪驅動設定。底盤部分，為兼顧商用車與休旅車機能，而採用三菱Challenger的大樑式底盤，並採用前雙A臂懸吊、後多連桿懸吊設定。

## 第二代（2008年9月至2015年9月）
- 2008年9月，第二代車型四速自動變速箱車型改搭配三菱4G69型（英语：Mitsubishi Sirius engine#4G69）MIVEC（可變汽門正時）引擎，五速手動變速箱車型仍配置4G64引擎，全車系皆採前置引擎後輪驅動設定。
- 外型基於第一代車型略為修改，造型較為大膽。
- 底盤部分，為兼顧商用車與休旅車機能，而採用三菱Challenger的大樑式底盤，並採用前雙A臂懸吊、後多連桿懸吊設定，避震器使用線圈彈簧，未因商用車需求而使用葉片彈簧。
- 2007年5月，Zinger以車名「Mitsubishi Fuzion」於菲律賓上市，由菲律賓三菱汽車（英语：Mitsubishi Motors Philippines Corporation）銷售[3]。
- 2007年5月，Zinger於越南上市，由三菱在越合作汽車業者VINASTAR從臺灣引進零組件，以CKD工程方式在越組裝，並由VINASTAR在越銷售[4]。
- 2007年12月，Zinger在中國大陸上市，由中華汽車工業轉投資之中國大陸東南汽車生產、銷售，車名為「三菱君閣」[5]。
- Zinger除在臺灣、菲律賓、越南、中國大陸銷售，中華汽車工業亦在西亞地區以車名「CMC Z7」在當地銷售[6]。
- 2015年10月，中華汽車發表第三代車型時，中國大陸東南汽車仍在中國大陸市場生產與銷售第一代車型[7]。

## 第三代（2015年9月至2023年9月）
- 2015年9月22日，中華汽車於臺灣發表第三代Zinger車型[8][9][10]，外觀、配備與內裝皆有進行修改。
- 至於曾販賣第一代車型的中國大陸、菲律賓、越南等市場，並未出售第三代車型。動力與底盤配置除引擎與變速箱外，多沿用第一代車型設定，但部分車型新增定速系統。
- 第三代Zinger全車系未使用三菱的品牌，改用中華汽車的「中」字標牌並改名為「雙贏Zinger」以區別前代的「三菱Zinger(東南君閣)」。
- 動力方面，配置三菱天狼星4G69型直列四缸引擎，搭配現代汽車使用於Starex的五速自動變速箱，取消五速手動變速箱車型，全車系仍採前置引擎後輪驅動設定，並因應政府新車法規，全面配備胎壓偵測系統。
- 底盤部分，仍採用曾使用於三菱挑戰者的大樑式底盤，及前雙A臂懸吊、後多連桿懸吊設定，避震器仍配置線圈彈簧。
- 本車設定為針對台灣的使用環境優化，將扭力輸出最大值降到2300轉，使其更適合台灣城鄉混合的環境。
- 中華Zinger在台由匯豐汽車與順益汽車銷售，在台譯名為「中華双贏」，於西亞市場以車名「CMC Z7」在當地販售[11]。
- 2017年3月1日，中華汽車推出小改款車型，譯名改為「中華商旅大贏家Zinger」。
- 2020年9月推出單廂雙門雙座的Zinger Pick Up皮卡車型[12]，採用一體式鈑金貨台，可提供最大710公斤的載重能力，下開式尾門也能承受最多200公斤的重量。
- 2021年11月皮卡車追加三開型版本[13]，將一體式鈑金貨台改成三開式木床貨台，長度1,820mm、寬度1,747mm、離地高度840mm。雖然貨斗的長與寬都有增加，但最大載重能力從710公斤降為621公斤。

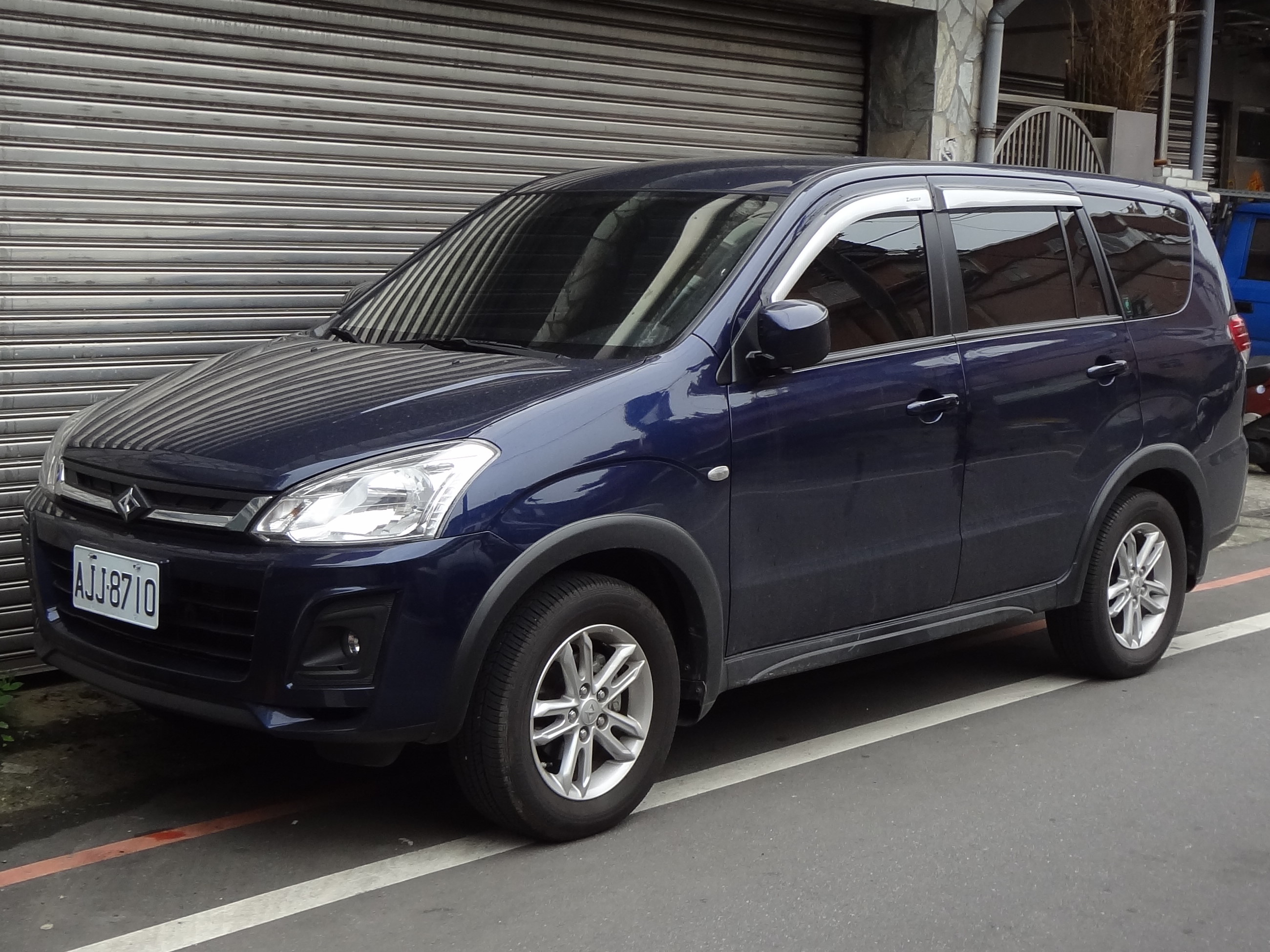
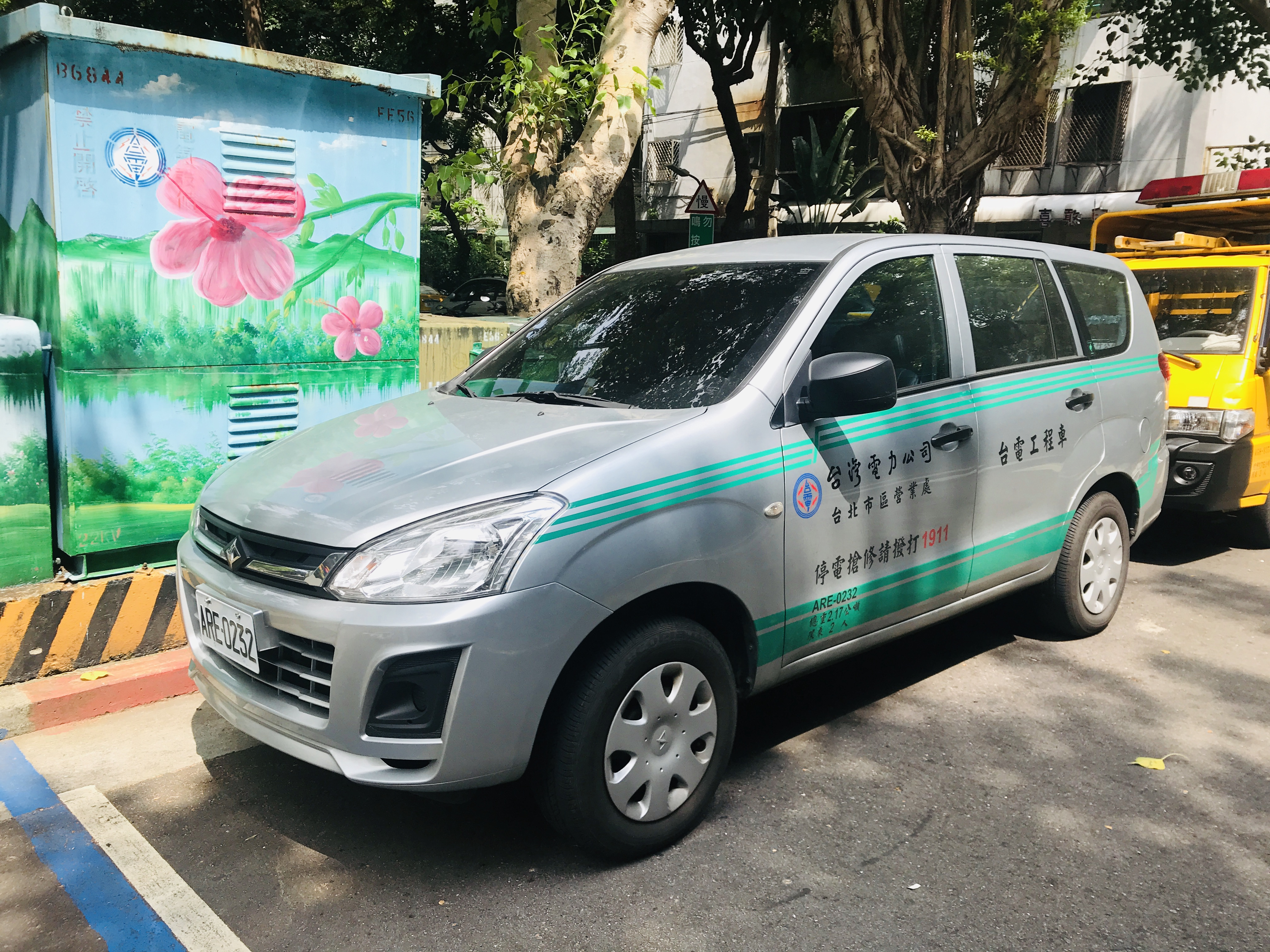
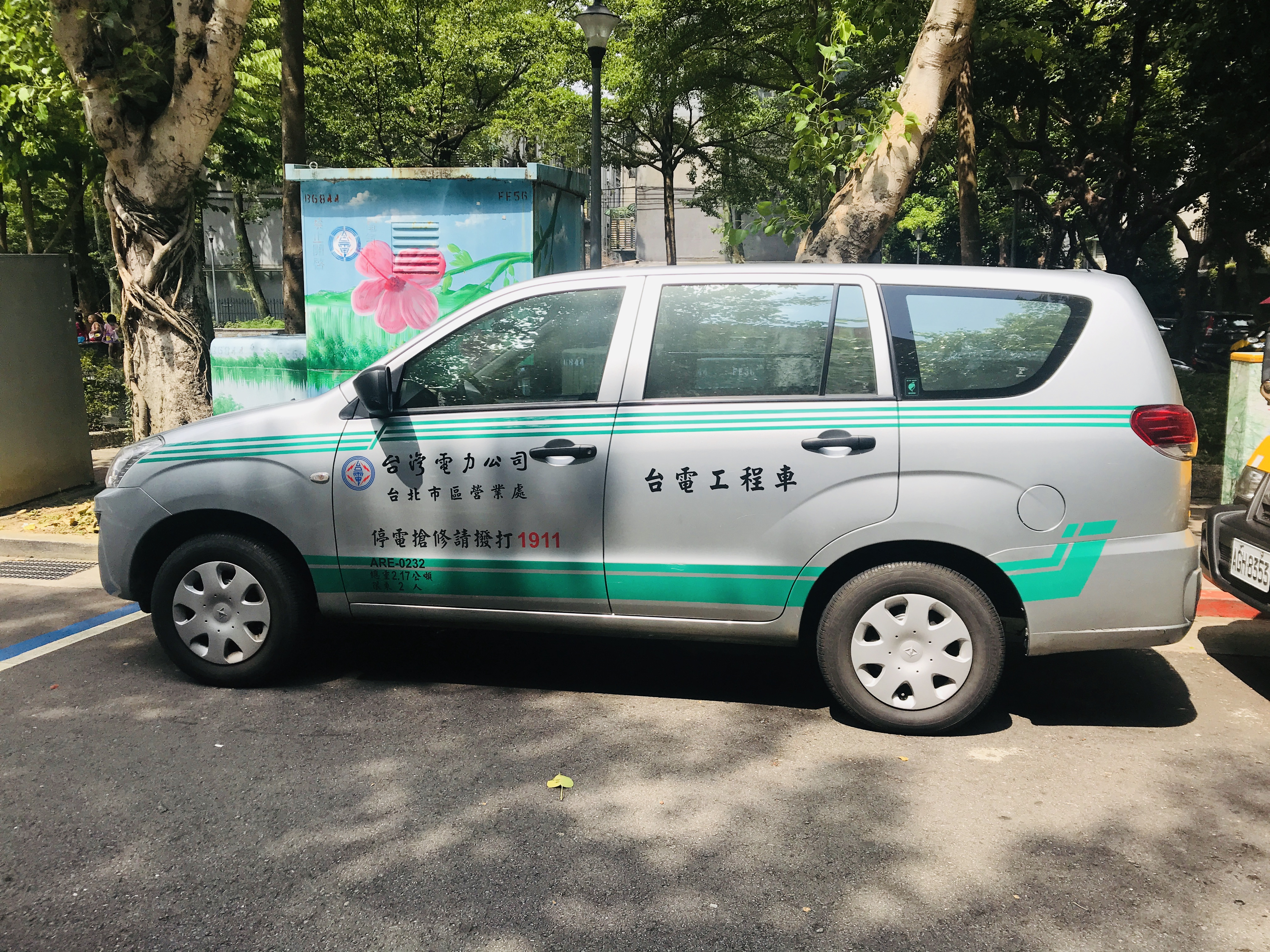
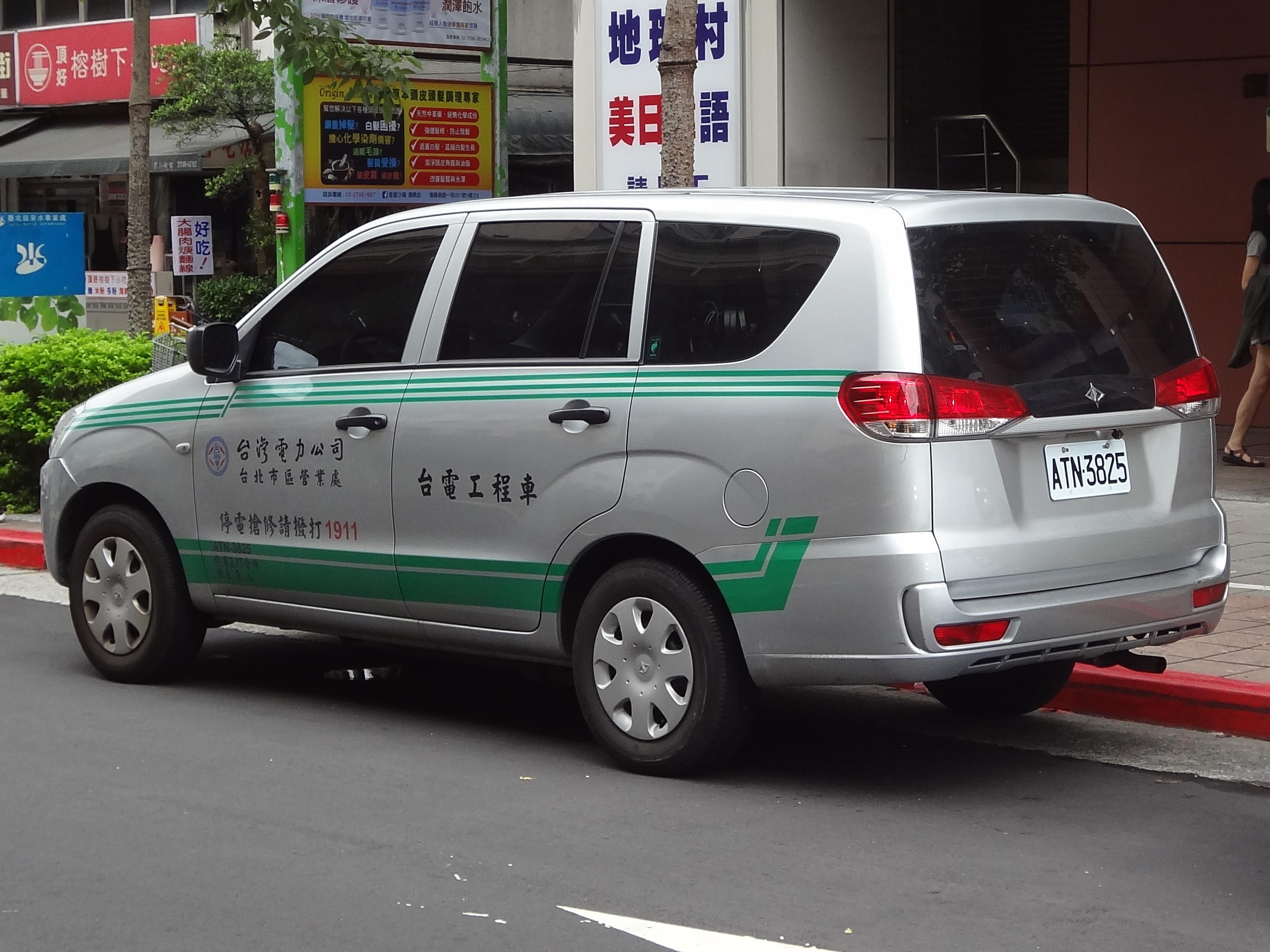
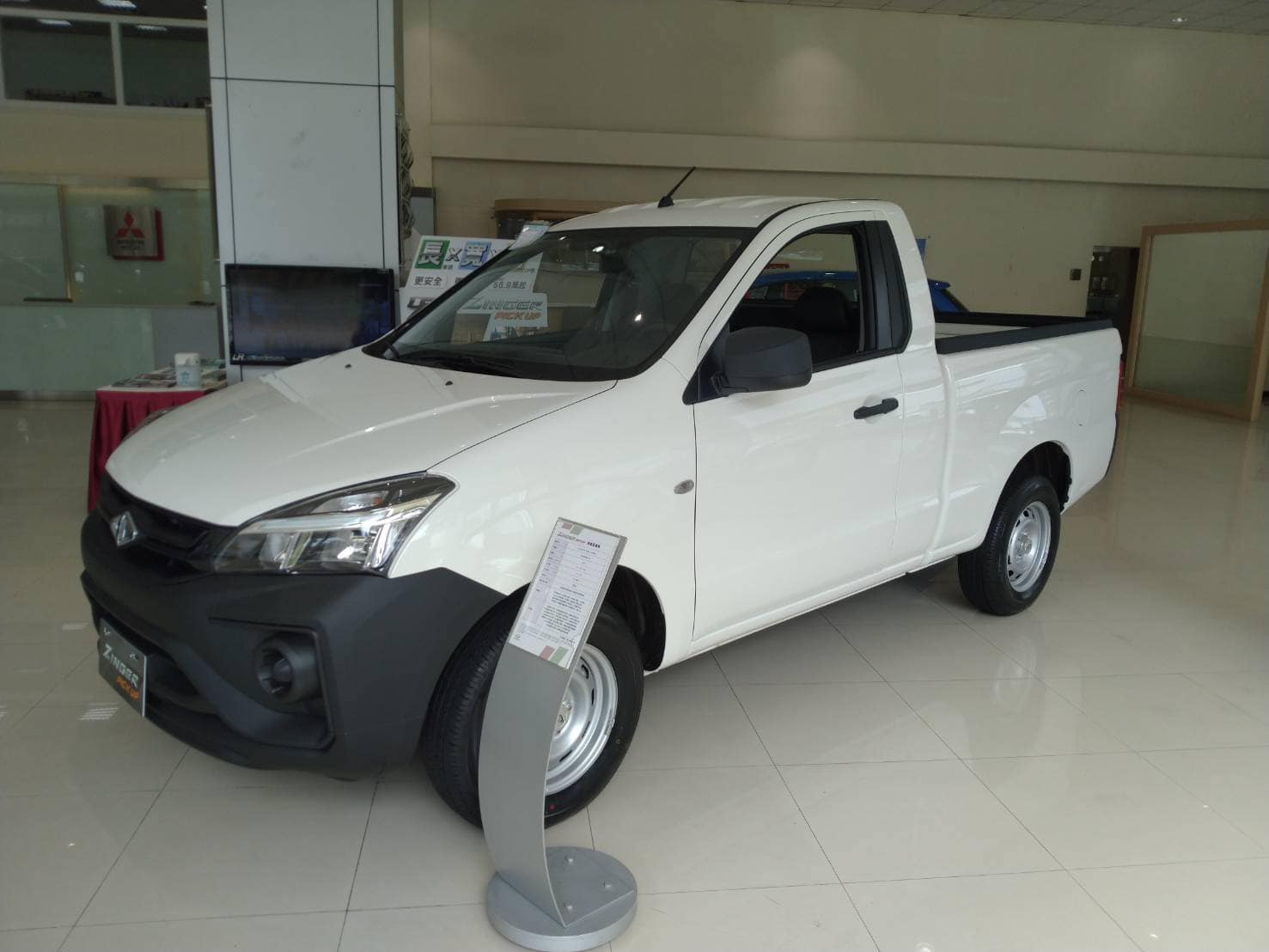
皮卡車型車頭
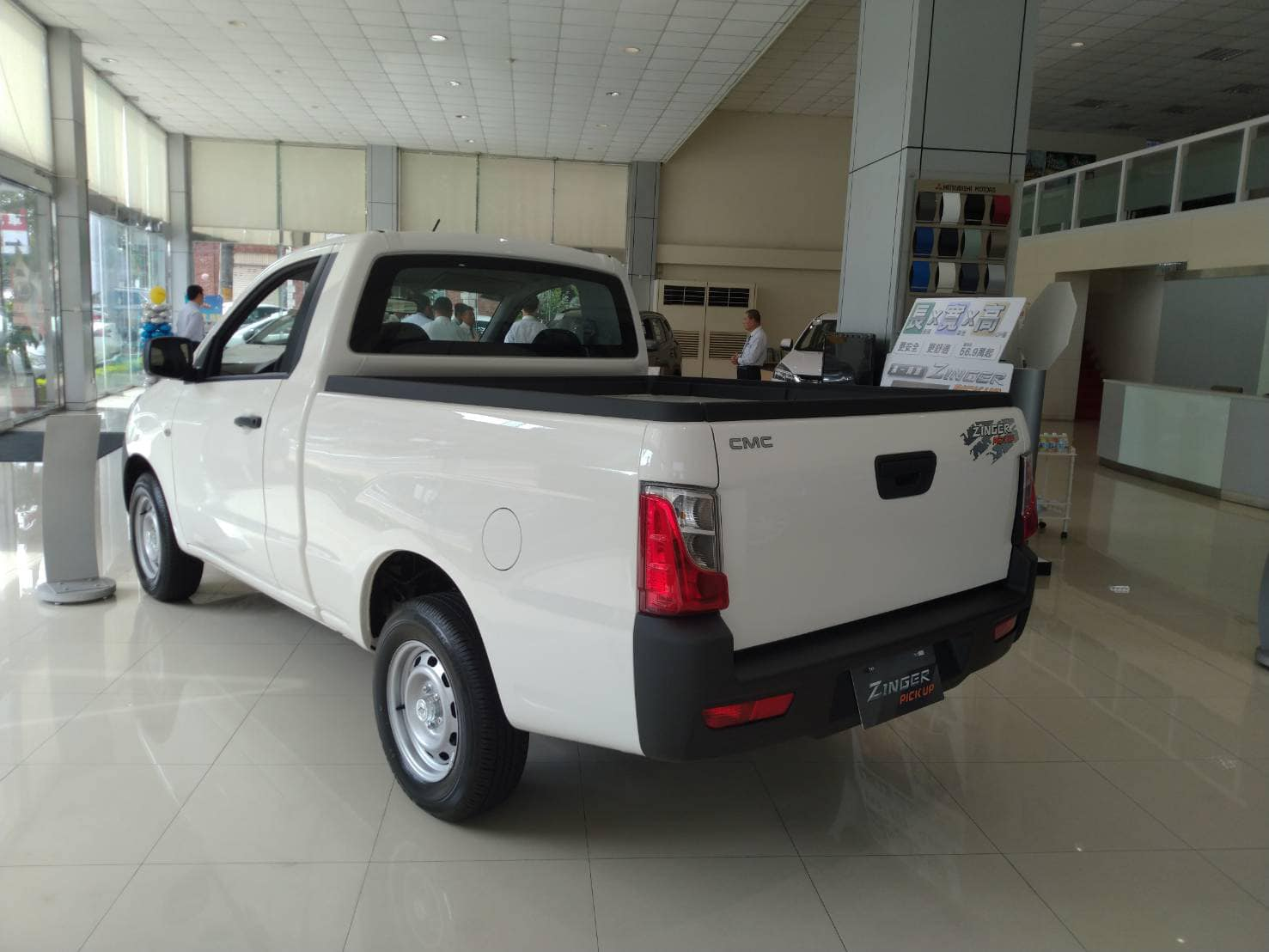
皮卡車型車尾

## 第四代（2023年9月迄今）
- 2023年9月26日，中華汽車在Zinger媒體試駕活動中，正式揭露全新大改款Zinger新車的訊息。[14]

- 車型設定上提供 5 人座及 7 人座各 3 種等級，並換搭全新 1.5 升渦輪增壓動力，其動力輸出上有所進步，油耗也一同精進，中高階以上車型更是搭載 Level 2 輔助駕駛系統，預售價為 5 人座車型 72.9 萬元~83.9 萬元，7 人座車型 81.9 萬元~92.9 萬元，提供 5 種車色選擇。

- 車頭部分採用尖銳的頭燈組，並整合了上方 LED 晝行燈、下方鹵素燈組，此外，新車的水箱護罩面積也更為寬大，中央黑色烤漆飾板 ( 7 人座頂規為鍍鉻飾板 ) 貫穿 CMC 的廠徽，並其連結至左右兩側的大燈組，左右兩側也延續圓形的霧燈配置 ( 頂規車型專屬 ) ，不過整體設計上也稍有改變，下氣壩的布局上變化未到很明顯。

- 改款 Zinger 車身尺碼為車長 4,665mm、車寬 1,750mm~1,775mm、車高 1,775mm~1,800mm、軸距 2,720mm，整體尺碼與現行車款相去不遠，而頂規車型還配有專屬外觀配備，包括黑色輪拱、側裙、車頂飾架、窗框黑塗等。
- 車尾部分，改款 Zinger 尾燈是以 L 型的造型呈現。
- 改款 Zinger 新增了 7 人座的車型，並且是採客車認證設定，5 人座車型則為客貨車認證。

- 新的動力配置搭載代號 4A95TD 排氣量 1,481c.c.渦輪動力，搭配上 8 速自排的設定，擁有最大 172 匹馬力/5,600 轉、26.4 公斤米的扭力/1,500 轉~4,000 轉，較現行車款有明顯進步。

- Zinger 在改用較小排氣量的引擎後，油耗表現上也明顯提升，從原本的 10.4km/l~10.5km/l，精進至 13.1km/l~13.4km/l，能源效率為 3 級，同時稅金上繳納上也下降 1 個層級。

- 全新的 Zinger 在安全配備上亦有所著墨，中階以上車型搭載達 Level 2 的輔助駕駛系統，包括全速域 ACC 主動車距控制巡航 ( 4 段跟車距離 ) 、FCM 主動式智慧煞車輔助 ( 含行人偵測 ) 、LKA 車道置中輔助等功能；頂規車型再追加 TJA 交通壅塞輔助、LVSA 前車駛離警示、AHB 智慧型遠光燈、完整的 BSW 盲區偵測警示等系統。
- 7 人座所有車型及 5 人座頂規車型皆為 6 氣囊配置，包括雙前座氣囊、雙前座側邊氣囊、第 2 排側邊氣囊，5 人座中階以下則是雙氣囊設定。

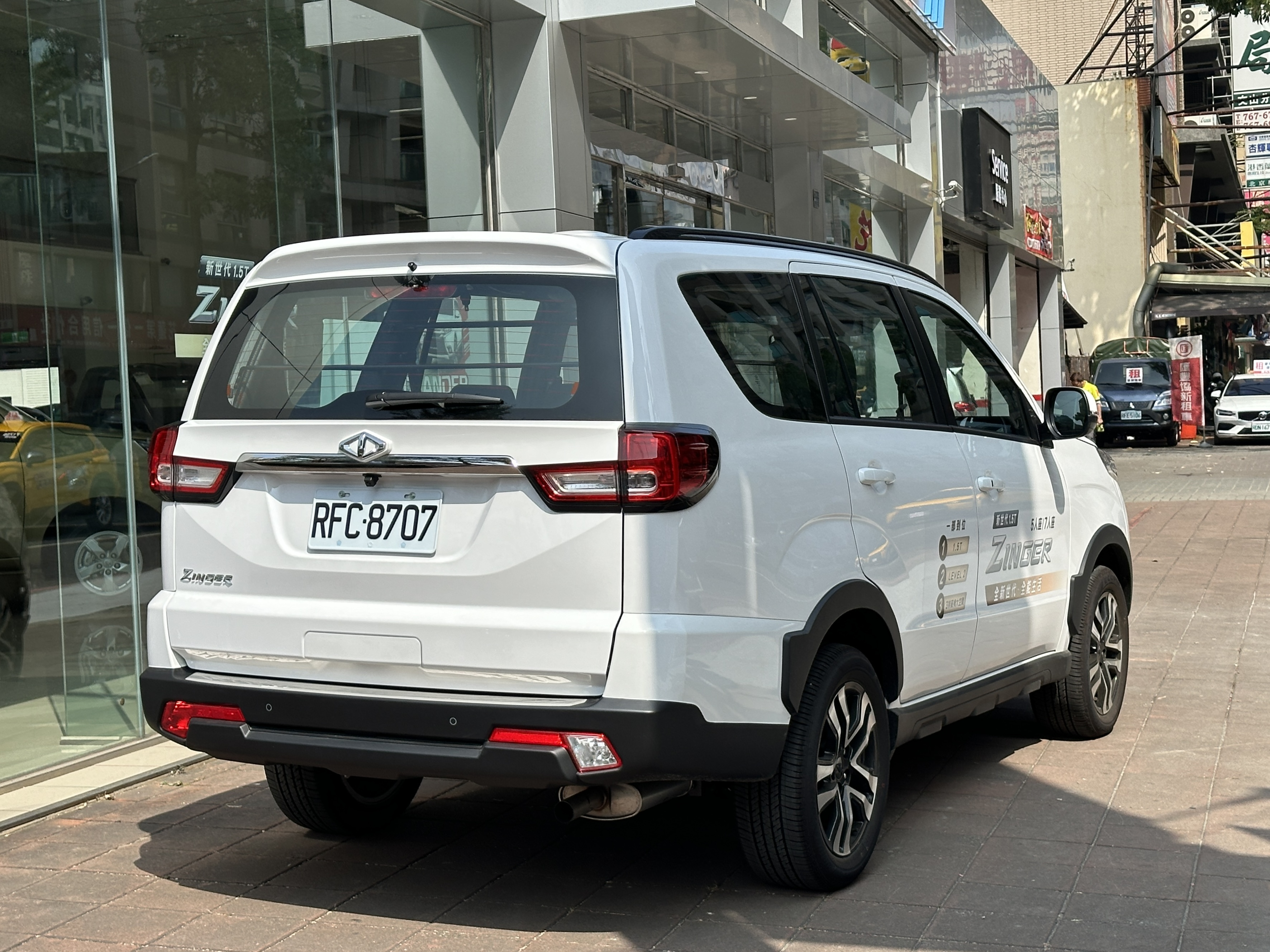
第四代Zinger車尾

## 內部連結
- 豐田Innova
- 三菱Delica
- 三菱汽車
- 中華汽車工業

## 外部連結
- 中華双贏官網（页面存档备份，存于）
- 东南汽车三菱君阁官网
- CMC Z7 Digital Catalog